# Baby's Got a Gun
Baby's Got a Gun è il terzo album in studio del gruppo rock britannico The Only Ones, pubblicato nel 1980.

## Tracce
1. The Happy Pilgrim – 2:34
2. Why Don't You Kill Yourself – 2:44
3. Me and My Shadow – 5:42
4. Deadly Nightshade – 3:10
5. Strange Mouth – 2:32
6. The Big Sleep – 4:58
7. Oh Lucinda (Love Becomes a Habit) – 3:10
8. Re-union – 2:59
9. Trouble in the World – 3:05
10. Castle Built on Sand – 1:50
11. Fools – 2:25
12. My Way Out of Here – 3:53

## Formazione
- Peter Perrett - voce, chitarra
- John Perry - chitarra
- Alan Mair - basso
- Mike Kellie - batteria